# Knautia dipsacifolia
Knautia dipsacifolia là một loài thực vật có hoa trong họ Kim ngân. Loài này được Kreutzer mô tả khoa học đầu tiên năm 1856.

## Hình ảnh

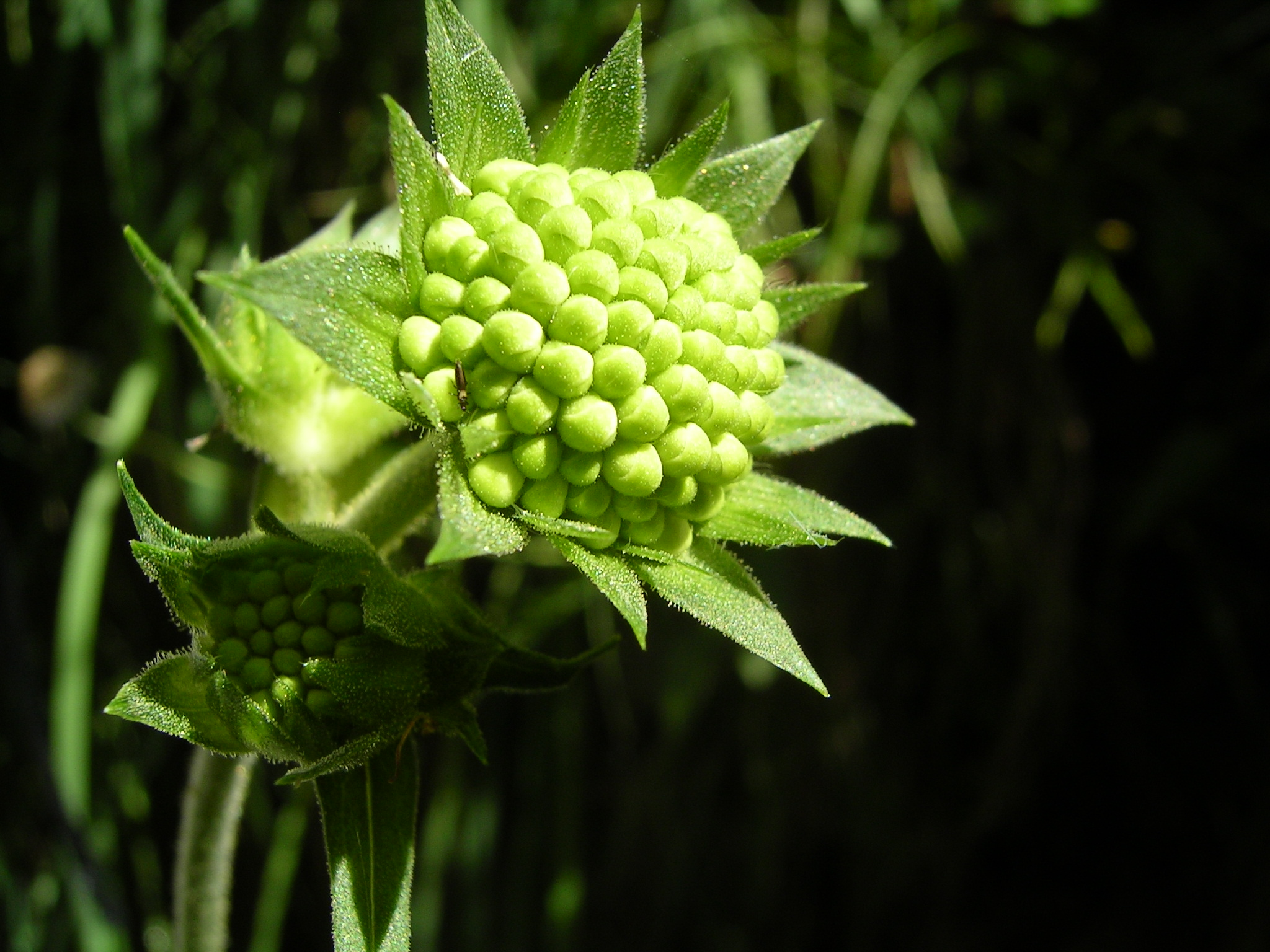
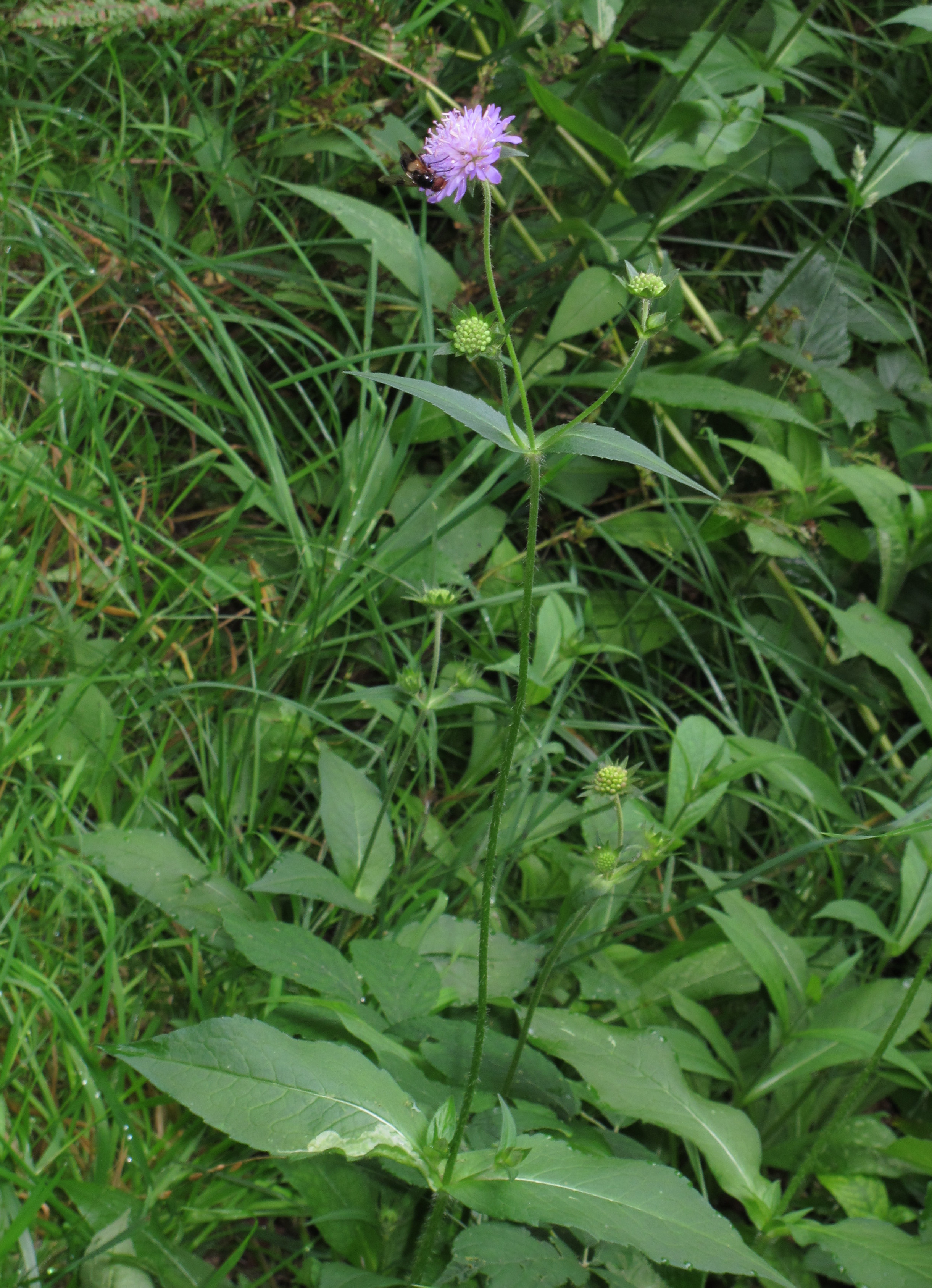
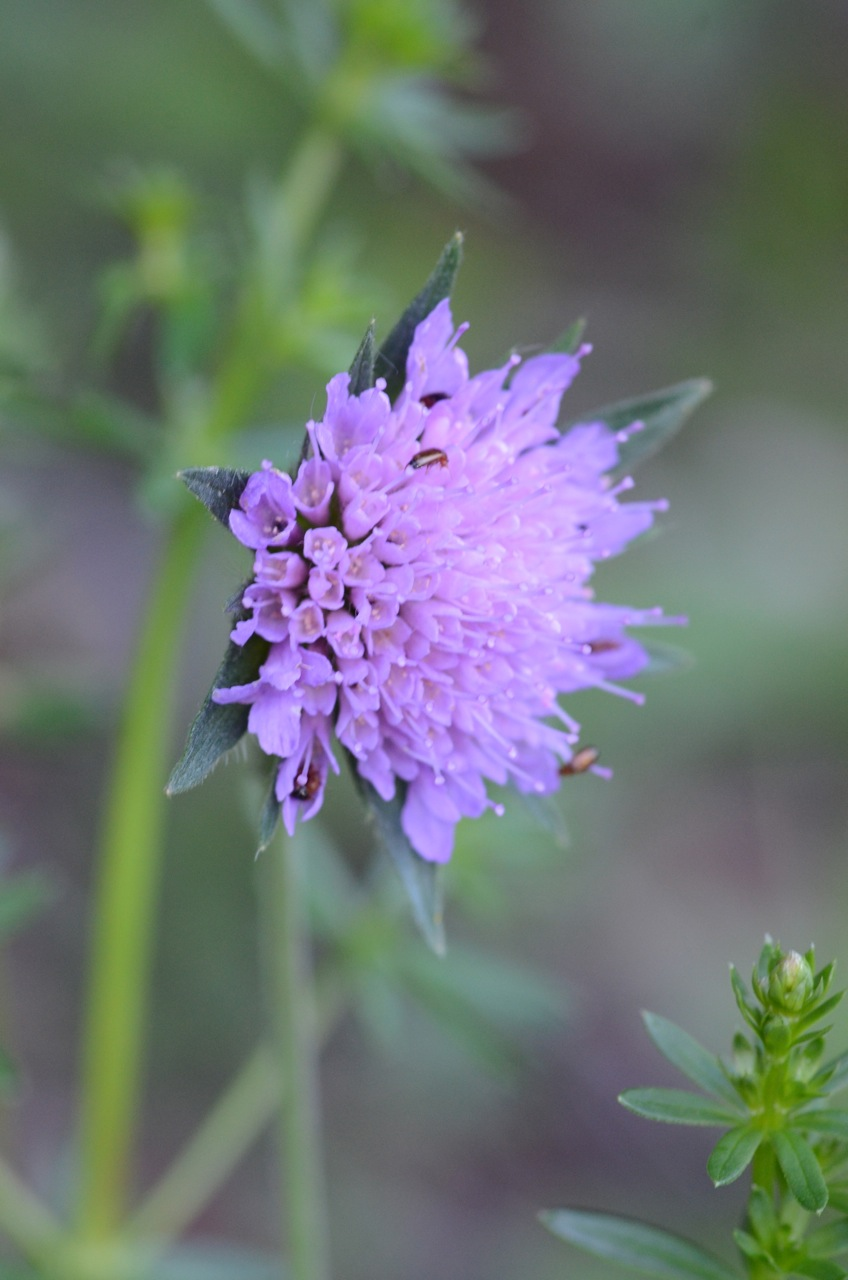
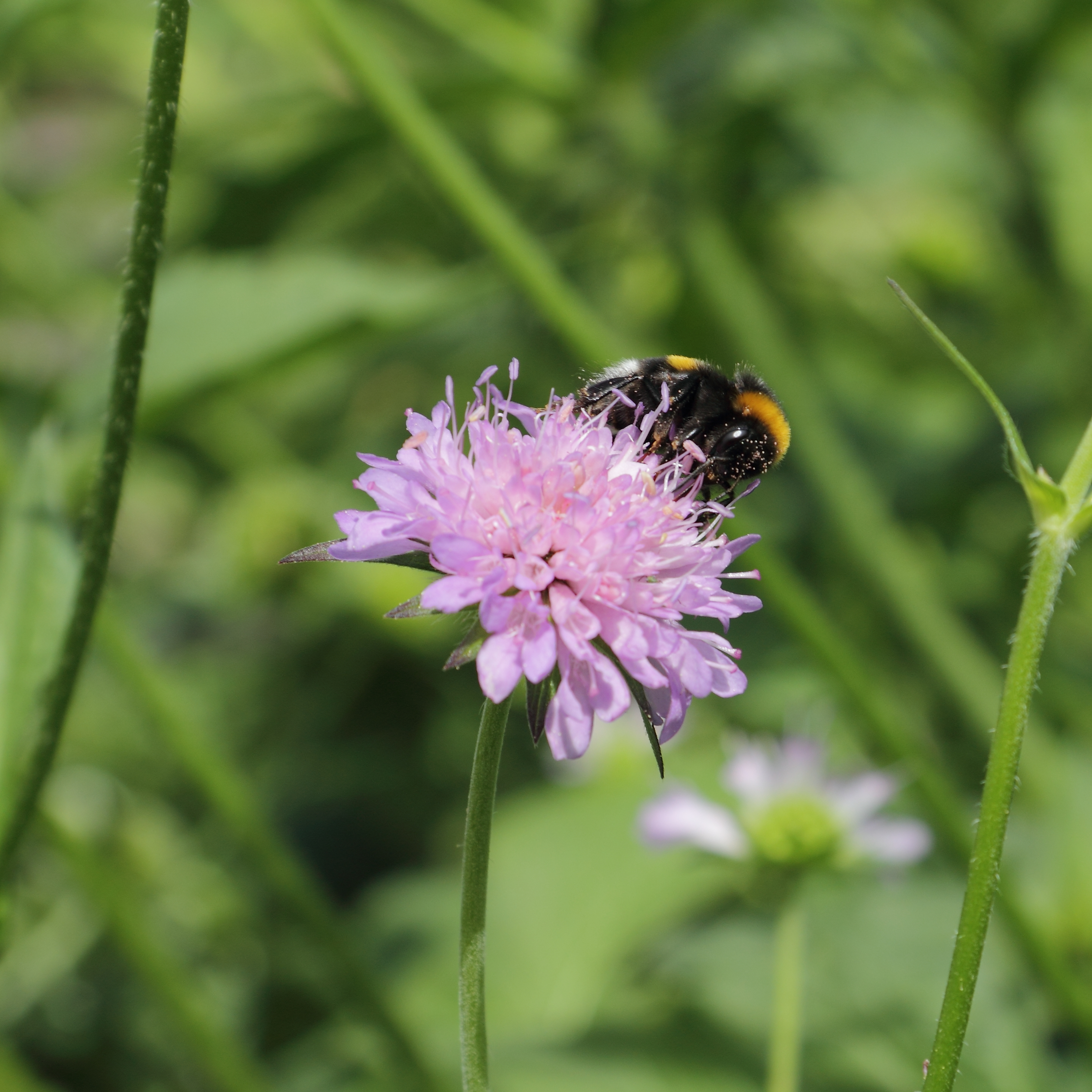